# Sonti
El sonti es una bebida alcohólica elaborada en la India a partir de arroz en forma similar al sake y es parecido al vino de uva en cuanto a su contenido alcohólico así como su uso cotidiano.  El sonti se elabora cociendo arroz al vapor. Para poder azucarizar los almidones se emplea la acción de un moho denominado Rhizopus sonti (en sake se emplea el Aspergillus oryzae), seguido de una fermentación.
También se denomina sonti al vinagre elaborado en la cocina india, mediante oxidación de la bebida alcohólica sonti.